# Dzięcioł żałobny
Dzięcioł żałobny (Dryocopus schulzii) – gatunek średniej wielkości ptaka z rodziny dzięciołowatych (Picidae). Występuje w północnej Argentynie, Paragwaju i południowej Boliwii w subtropikalnych i tropikalnych suchych lasach, wilgotnych sawannach. Nie wyróżnia się podgatunków.
Długość ciała 29–30 cm.
W Czerwonej księdze gatunków zagrożonych IUCN dzięcioł żałobny jest klasyfikowany jako gatunek bliski zagrożenia (NT – Near Threatened) nieprzerwanie od 1988 roku. Populacja wstępnie szacowana jest na co najmniej 10 000 osobników, w tym około 6700 osobników dojrzałych. Szacuje się, że populacja systematycznie maleje z powodu zawężania się jego habitatu.